# Palazzo Cavina

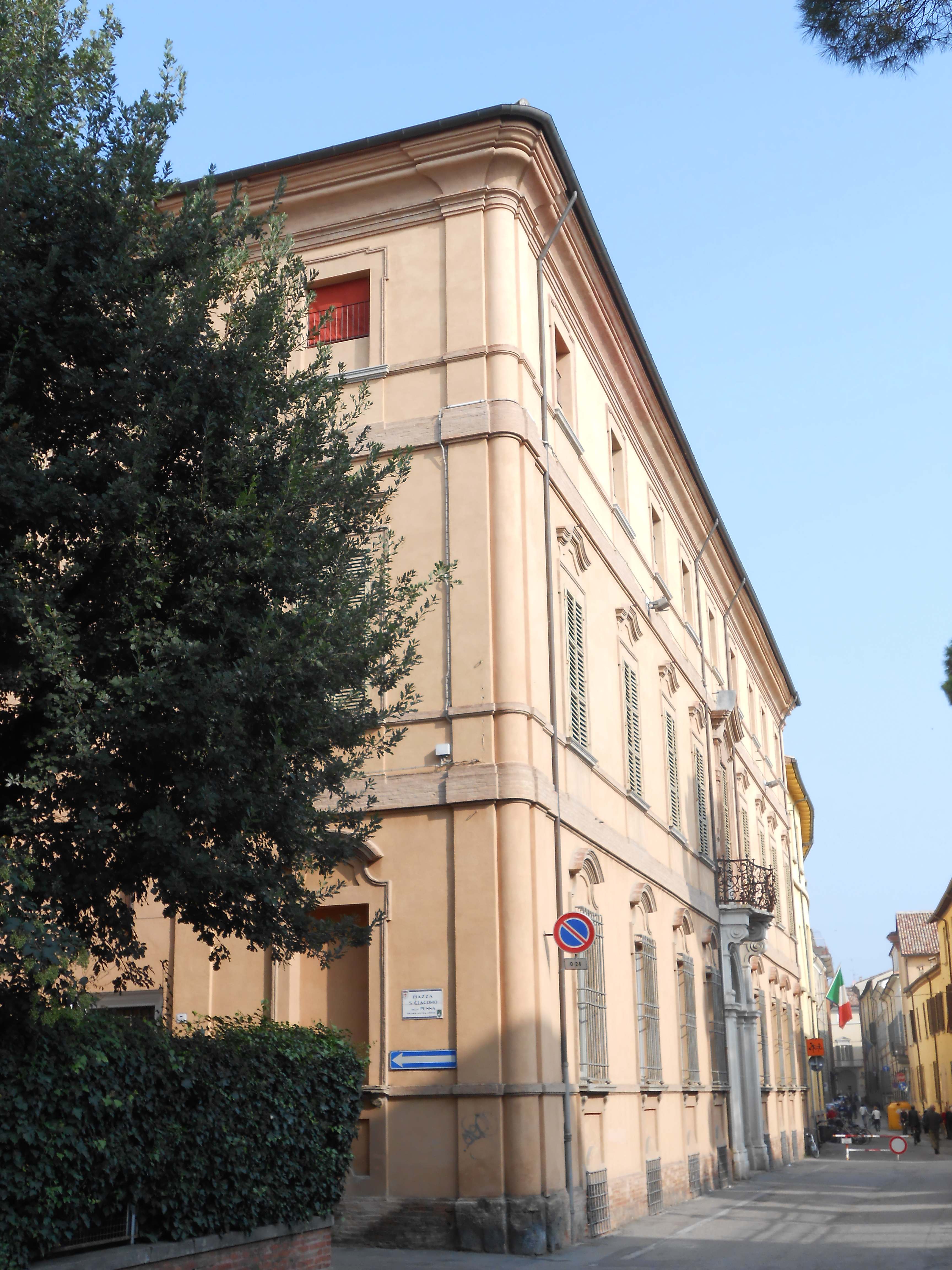
Palazzo Cavina, Faenza

Palazzo Cavina è un palazzo di Faenza della metà del Settecento, situato in via Castellani 22.

## Storia
Il palazzo fu costruito intorno al 1740 su progetto di Raffaele Campidori per un ramo della famiglia dei Conti Naldi. Il portale in pietra d'istria è sormontato da un balcone con ringhiera in ferro battuto, riportante al centro lo stemma Naldi. Nel 1814 lo acquistò la contessa Lucrezia Costa, vedova del conte Romano Cavina, che nel 1816 commissionò a Felice Giani la decorazione di due sale del piano nobile. 
Intorno al 1842 Romolo Liverani, con il fratello Antonio, decorò la volta e le pareti di uno studiolo.
Il 14 maggio 1882 Don Giovanni Bosco, su invito del canonico monsignor Giuseppe Cavina, visitò a palazzo il Conte Marcello Cavina che giaceva malato gravemente, portando pace e benedizione a lui e alla famiglia tutta. Alla fine del XIX° secolo fu sede delle Associazioni cattoliche faentine, prima della costruzione nel 1906 della Casa del Popolo antistante. I Cavina trasferirono nel palazzo da Fognano anche la loro collezione di armi antiche, che fu allestita nella grande sala da ballo. Negli anni sessanta del XX° secolo il giardino all'italiana, dotato di limonaia, retrostante il palazzo, venne venduto e distrutto per costruirvi due condomini. Alla fine del XX° secolo il palazzo è stato oggetto di un complessivo restauro con aumento delle unità immobiliari. Una parte degli arredi originali provenienti dal palazzo sono oggi visibili a Palazzo Milzetti.

## Famiglia

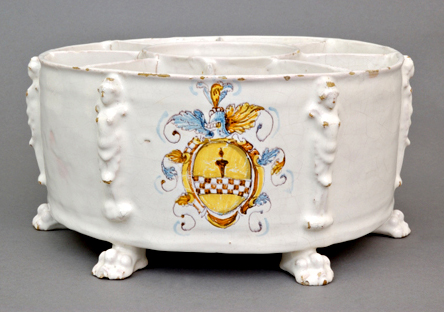
Stemma Cavina su rinfrescatoio cinquecentesco esposto al Museo Internazionale delle Ceramiche

La tradizione storica vuole la famiglia Cavina proveniente da un ramo della famiglia Spinola di Genova, stabilitosi nel XIII° Secolo in Val di Lamone (antica giurisdizione de' Faentini), che si mutò il cognome in Cavina e che durante il XV° secolo eresse alcune torri nella località che porta tal nome vicino a Fognano di Brisighella. Delle antiche fortificazioni, sono rimaste integre fino ad oggi due esempi, Torre Cavina appartenuta e costruita da Antonio Cavina e Torre Cavina-Pratesi, molto probabilmente salvatesi perché riconvertite in case coloniche.  
Della famiglia (di cui si conserva la raffigurazione dello Stemma in scaccato rosso sormontato da una spina, su rinfrescatoio cinquecentesco esposto al Museo Internazionale delle Ceramiche di Faenza), fecero parte giuristi e militari. Fra questi, Ostasio da Cavina che appare nelle carte faentine del 1410, in occasione della compilazione dei nuovi statuti della città, compito che venne affidato a lui e ad un altro giureconsulto, Bernardo Casali. Verso la fine dello stesso secolo, il XV°, Rosso Cavina è a capo dei malcontenti nei tumulti che seguirono l'uccisione di Galeotto Manfredi. Un secolo più tardi, nel 1595, Malatesta Cavina, insieme ad altri patrizi locali, fu a capo della fanteria nell'esercito raccolto in Faenza per l'impresa di Ferrara, che poi si risolse sul terreno diplomatico. Pietro Maria Cavina (1646-1719), fu Segretario del Pubblico in Faenza, illustre geografo e storiografo il cui ramo detto di Cavina era presente in Faenza dal XV° secolo.. 
La famiglia che dette il nome a Palazzo Cavina, sebbene non dimorasse stabilmente in Faenza, godette della cittadinanza faentina, tenendovi casa aperta e seguitando ad abitare in Fognano: prese stanza a Faenza alla fine del XVIII° secolo. Patrizi di Faenza dal 1722. Vi appartenne il gesuita Padre Virgilio Cavina (1731-1808) famoso matematico in Cagliari e Bologna. L'insediamento definitivo  della casata in Faenza avvenne con l'acquisto del bel palazzo Naldi, poi Palazzo Cavina nel 1814. Nel 1838 il conte Carlo, discendente dal signor Alfonso Cavina portatosi in Faenza nel 1690 circa da Fognano "cfr dizionario biografico degli italiani", sposò la Marchesa Vittoria Durazzo di Genova. Il figlio conte Marcello Cavina, sposò la Marchesa Brigida Stanga di Milano, fu loro ﬁglio Carlo, che nel 1906 sposò Elena dei Conti Zauli Naldi. Al detto Carlo fu riconosciuto con Decreto Ministeriale del 7 marzo 1902 i titoli trasmissibili ai discendenti maschi di Conte e Patrizio di Faenza. Gli attuali discendenti risiedono parte a Faenza e parte in Sudafrica.